# ОШ „Стари град” Ужице
ОШ „Стари град” Ужице почела је са радом 18. новембра 1965. године, као „Потпуна основна школа”.

## Историјат
За почетак рада потребан број ученика је остварен  преузимањем из ОШ „Андрија Ђуровић” (данас „Прва основна школа Краља Петра II”) и ОШ „Душан Јерковић” по 11 одељења а из ОШ „ Нада Матић” 16 одељења. Наставници су се опредељивали да пређу у нову школу, учитељи су ишли са својим одељењима, а за онај број радника, који је недостајао расписан је конкурс.
Зграда школе је рађена по пројекту архитекте Михајла Митровића, радови су почели 1. јуна 1964. године, а завршени у току техничког прегледа 10. новембра 1965. године, изузев блока Ф, фасадних радова и уређења дворишта.
У јануару 1966. године име школе је промењено у „Четврта основна школа”. Због смањења броја деце, одлучено је да се школа у Волујцу припоји „Четвртој основној школи”, што је реализовано 1. јануара 1970. године. Одлуком СО од 14. септембра 1976. године, на предлог Савеза бораца, школа, по други пут, мења назив и то у ОШ „Браћа Јечменица”. Од 1. јануара 1991. до 1. јануара 1995. године, одлуком Министарства просвете „Браћа Јечменица” су припојене школе у Биосци и Кесеровини. 
Данашње име, промењено по трећи пут, школа носи од 12. фебруара 2003. године, добијено по Старом граду на Ђетињи.